# 巴哈伊信仰的义务祈祷
巴哈伊信仰的义务祈祷是巴哈伊信徒每日固定的祈祷形式。 巴哈伊认为祈祷是以恭敬的心态与上帝对话的形式，巴哈伊信仰中的祈祷分为两种不同的概念：义务祈祷和一般性祈祷。和斋戒一样，祈祷是巴哈伊律法中关于个人行为的最重要的规则之一。祈祷的目的是为了培养谦卑和忠诚。义务祈祷是巴哈伊信仰的创立者巴哈欧拉在他的律法书--《亚格达斯经》中规定的。
虽然义务祈祷并不要求要在私密处进行，因为义务祈祷禁止在信徒聚会时诵读，所以常常是独自进行。

## 历史
巴孛在《巴扬经》中规定了义务祈祷，即十九次的拉卡特。但他并没有规定相关的祈祷文，并认为此项律法的执行需依赖于上帝所允诺的那个祂。巴孛解释说，祈祷象征着从肉身领域到精神领域的旅程，这旅程被形容为升降之弧，即上帝至被造物之弧。
在《亚格达斯经》中，巴哈欧拉规定了每日的义务祈祷，并分别在多篇书简或著作中写下了相应的祈祷文。然而巴哈欧拉并未依顺序发表这些祈祷文，以避免和穆斯林的祷告起冲突。在巴哈欧拉增补《亚格达斯经》与《已答之问》前的某个时候，他写下了今天被巴哈伊所使用的三篇必诵祷文。最初的必诵祷文包括九次的拉卡特，且应在早晨、中午和下午被诵读，或者一次完成三个循环。在巴哈欧拉去世后，收藏有这些祈祷文原始文献的保险箱被穆罕默德·阿里所盗取。

## 重要性
义务祈祷是15岁以上的巴哈伊信徒的主要宗教义务，义务祷文是巴哈伊信仰中最重要的一类祷文。义务祈祷的目的是培养谦卑和忠诚。巴哈伊的圣作强烈警示忽视祈祷重要性的观念。义务祈祷是灵性义务，未能遵守并不会受到巴哈伊行政机构的处罚，但会降低个人灵性。

## 内容

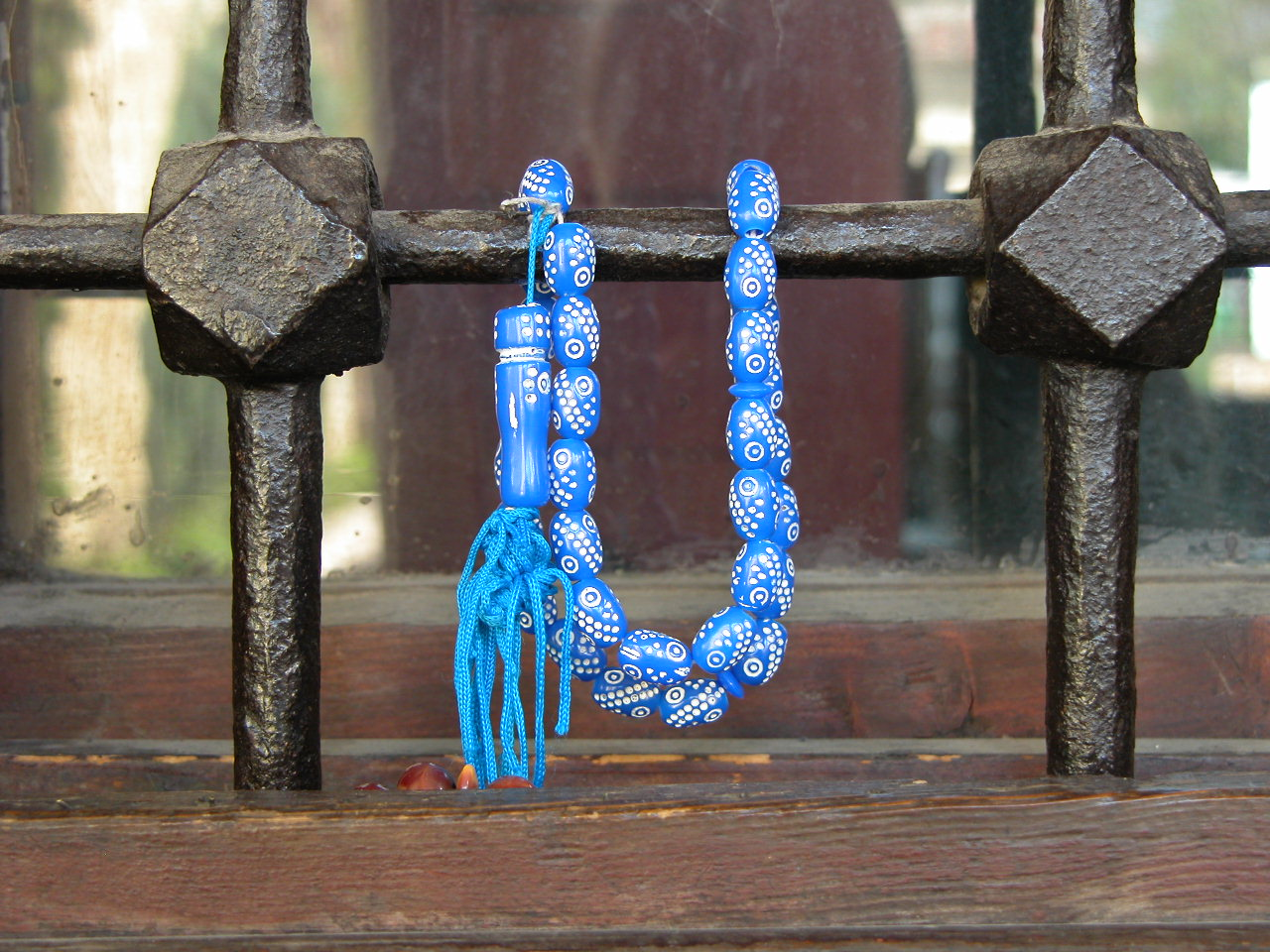
巴哈伊信徒可能使用数量为九十五或十九的念珠，来帮助其记录相关祈祷内容的次数。

与巴哈伊的其他祈祷不同的是，义务祈祷有一些特别的规定。
巴哈欧拉创作了三篇义务祷文，即《短篇义务祷文》、《中篇义务祷文》和《长篇义务祷文》，巴哈伊信徒每天可以选取其一诵读。其中，短篇义务祷文必须在日中和日落间诵读；中篇义务祷文则应诵读三次，时间分别应在黎明和日中、日中和日落及日落后两小时内；而长篇义务祷文可以在任何时间诵读。《中篇义务祷文》和《长篇义务祷文》包括了特定的动作和手势，这些动作和手势除因身体原因而无法完成外是强制的。守基·阿芬第曾经写道，动作和手势是一种象征性的存在，其作用是在祈祷过程中保持专注。此外，沐浴和清洁脸部和双手应在义务祈祷之前进行，而祈祷时应面对吉柏利，即巴哈欧拉陵寝的位置。

### 短篇义务祷文
短篇义务祷文是对上帝力量与祈祷着的从属地位的简短断言。祈祷者需以恭敬的态度向上帝诵读，时间应在日中和日落间。短篇义务祷文的内容是： 
我自行見證說，我的上帝啊！祢造生了我，來認識祢並崇拜祢。我在這時刻表明我的無能和祢的萬能，我的貧乏和祢的富裕。除祢之外別無上帝，祢是艱苦中的救難者，自有永有者。

### 中篇义务祷文
中义务祷文每日应诵读三遍，时间分别应在黎明和日中、日中和日落及日落后两小时内。它包括与祈祷的语句相对应的动作。祈祷的内容为对上帝的力量和崇高的强调，以及对他的启示的恩典的赞美。中篇义务祷文的内容可以在巴哈欧拉的《祈祷和冥想》中找到。

### 长篇义务祷文
长篇义务祷文可以在一天中的任何时间被诵读。它包括与祈祷的语句相对应的动作。祈祷亦包括在特定部分念诵至大圣名。关于这篇祷文，巴哈欧拉写道，“《长篇义务祷文》应该在信徒感到自己处于祈祷状态时诵读。 确实，这篇祷文效能非凡，假如对着岩石诵读，岩石也会激动得开口说话；假如对着大山诵读，大山也会移步和流动。凡诵读这篇祷文并履行上帝之规诫者，必得福佑。无论哪篇义务祷文，只要诵读其 中任意一篇便已足够。”这篇祷文在阿拉伯语中被称为“萨拉特”在波斯语中被称为“乃瑪茲”，其类似伊斯兰教的礼拜。

## 律法
关于义务祷文的诵读方式，有一些律法和实践，包括豁免祈祷的情况及错过诵读后的做法。

### 实践
关于义务祈祷，有一些相关的实践。其包括净体礼，亦即在祈祷前清理面部和手。在无法进行清理活动的时候，应重复五遍“以上帝之名，他是至为纯洁者“。祈祷时应面对基卜利赫，即巴哈欧拉陵寝的位置。祈祷者亦推荐以谦卑的态度站立着诵读。而坐着诵读时应念诵至大圣名九十五遍。净体礼也是规定的义务，但是在一次祈祷完成后马上进行另一次祈祷，则不须重复进行。

### 豁免
可以豁免诵读义务祷文的情况：
- 未满十五岁的儿童。
- 处于疾病状态的人。
- 年逾七十岁的老人。
- 在经期的父母亦豁免祈祷。但是他们应该在行净体礼后每天重复念诵“荣耀归于上帝，至为辉煌和圣美的主”九十五遍。